# درخت موکامبو
درخت موکامبو (نام علمی: Theobroma bicolor) نام یک گونه از تیره پنیرکیان است.